# Mastilius immaculatus
Mastilius immaculatus là một loài bọ cánh cứng trong họ Mycteridae. Loài này được Pic mô tả khoa học năm 1908.